# Phenax pauciserratus
Phenax pauciserratus là loài thực vật có hoa trong họ Tầm ma. Loài này được (Wedd.) Rusby miêu tả khoa học đầu tiên năm 1901.